# Nycteola lintnerana
Nycteola lintnerana är en fjärilsart som beskrevs av Adolph Speyer 1875. Nycteola lintnerana ingår i släktet Nycteola och familjen trågspinnare. Inga underarter finns listade i Catalogue of Life.